# Тхакарам
Тхакарам — 30-я буква алфавита малаялам, обозначает глухой придыхательный взрывной звук (IAST Тh). Акшара-санкхья — 7 (семь). Буква используется для заимствований из санскрита и пали. В малаяламско-русском словаре М. С. Андронова слов, начинающихся на эту букву, нет.